# Stefan Mesch
Stefan Mesch (* 1983 in Sinsheim, Baden-Württemberg) ist ein deutscher Journalist, Herausgeber und Übersetzer.
Mesch studierte von 2003 bis 2008 Kreatives Schreiben und Kulturjournalismus in Hildesheim, war Mitherausgeber der Literaturzeitschrift BELLA triste und bis 2008 Lektor bei Glück & Schiller. Als freier Journalist und Kritiker schreibt er für u. a. Deutschlandradio Kultur, Die Zeit, Der Freitag und empfiehlt Graphic Novels beim Tagesspiegel. Seit 2009 ist er auch als Übersetzer tätig u. a. am Goethe-Institut Toronto.
Stefan Mesch spricht im Deutschlandradio Kultur vor allem über Serien und Graphic Novels, sein Roman „Zimmer voller Freunde“ ist ebenfalls von den Serien der 90er Jahre geprägt.

## Werke

### Bücher
- Unnützes Wissen für Marvel-Nerds (mit Lino Wirag). Riva Verlag 2023, ISBN 978-3-7423-2530-3.
- Unnützes Wissen über Manga und Anime (mit Jasmin Dose, Jan Lukas Kuhn). Riva Verlag 2024, ISBN 978-3-7423-2764-2.

### Übersetzer
- Marvel Avengers: Lexikon der Superhelden (mit Lino Wirag). Dorling Kindersley 2014, ISBN 3-8310-2478-2.
- Amy Hempel: Was uns treibt : Erzählungen. Luxbooks, Wiesbaden 2015, ISBN 978-3-945550-06-9.

### Herausgeber
- mit Kai Splittgerber: Kulturtagebuch – Leben und Schreiben in Hildesheim. Glück und Schiller Verlag, Hildesheim 2007, ISBN 978-3-938404-20-1.
- mit Nikola Richter: Straight to your heart. Verbotene Liebe 1995–2015. mikrotext, 2015, ISBN 978-3-944543-24-6.

## Auszeichnungen
- Finalist beim 20. Open Mike der Literaturwerkstatt Berlin 2012.
- Friedrich-Oppenberg-Förderpreis der Stiftung Lesen für Journalismus, 2012.